# 瓦伊尼奧代市鎮
瓦伊尼奧代市鎮，曾是拉脫維亞的一個市鎮，設立於2009年，位於該國西部。人口2932人，面積343.9平方公里，人口密度約8.5人/km2。
2021年7月1日，瓦伊尼奧代市鎮与其它市镇一起合并为南库尔泽梅市镇。